# Shane Haste
Shane Veryzer (ur. 24 września 1985 w Perth) – australijski profesjonalny wrestler, najbardziej znany z występów w federacji WWE pod pseudonimem ringowym Shane Thorne, oraz z występów w Pro Wrestling Noah, gdzie był częścią zespołu The Mighty Don’t Kneel i dwukrotnie zdobył GHC Tag Team Championship.

## Kariera profesjonalnego wrestlera

### Wczesna kariera (2003–2011)
Haste rozpoczął treningi w rodzinnym mieście Perth w Dynamite Factory, szkółce wrestlerskiej federacji Explosive Pro Wrestling. Jego debiutancka walka odbyła się w lutym 2003 w czteroosobowej walce podczas gali The Uprising. W federacji zdołał zdobyć jednokrotnie EPW Heavyweight Championship oraz dwukrotnie EPW Tag Team Championship. Przeprowadził się do Kalifornii i zaczął pracować dla takich amerykańskich federacji jak Ring of Honor, Pro Wrestling Guerrilla, Ohio Valley Wrestling i World League Wrestling.

### Pro Wrestling Noah (2011–2016)
23 lutego 2011, Haste zadebiutował w federacji Pro Wrestling Noah i stoczył próbną walkę z Mikeyem Nichollsem. Miesiąc później obaj zaczęli regularnie występować z japońską promocją. 7 lipca 2013, Haste i Nicholls, znani wspólnie jako zespół The Mighty Don’t Kneel (TMDK), zdobyli GHC Tag Team Championship po pokonaniu Toru Yano i Takashiego Iizuki. TMDK utraciło GHC Tag Team Championship 25 stycznia 2014 na rzecz Maybacha Taniguchiego i Takeshiego Morishimy. Duo odzyskało tytuły od Dangan Yankies (Masato Tanaky i Takashiego Sugiury) 10 stycznia 2015, lecz miesiąc później utracili je na rzecz K.E.S. (Daveya Boy Smitha Juniora i Lance’a Archera). 28 grudnia 2015 federacja Noah ogłosiła, że Nicholls i Haste opuszczą promocję do końca roku. 11 lutego 2016 ogłoszono jednak, że duet wystąpi podczas miesięcznego touru „Departure to the World”. Ich ostatnia walka odbyła się 10 marca, gdzie pokonali Naomichiego Marufujiego i Mitsuhiro Kitamiyę.

### New Japan Pro-Wrestling (2014–2016)
20 grudnia 2014, Haste i Nicholls zadebiutowali w japońskiej federacji New Japan Pro-Wrestling, gdzie oni oraz Naomichi Marufuji zostali ogłoszeni partnerami Toru Yano podczas walki na gali Wrestle Kingdom 9 z 4 stycznia 2015. Podczas gali cała czwórka pokonała grupę Suzuki-gun (Daveya Boy Smitha Jr., Lance’a Archera, Sheltona X Benjamina i Takashiego Iizukę) w eight-man tag team matchu.

### WWE

#### NXT (od 2015)

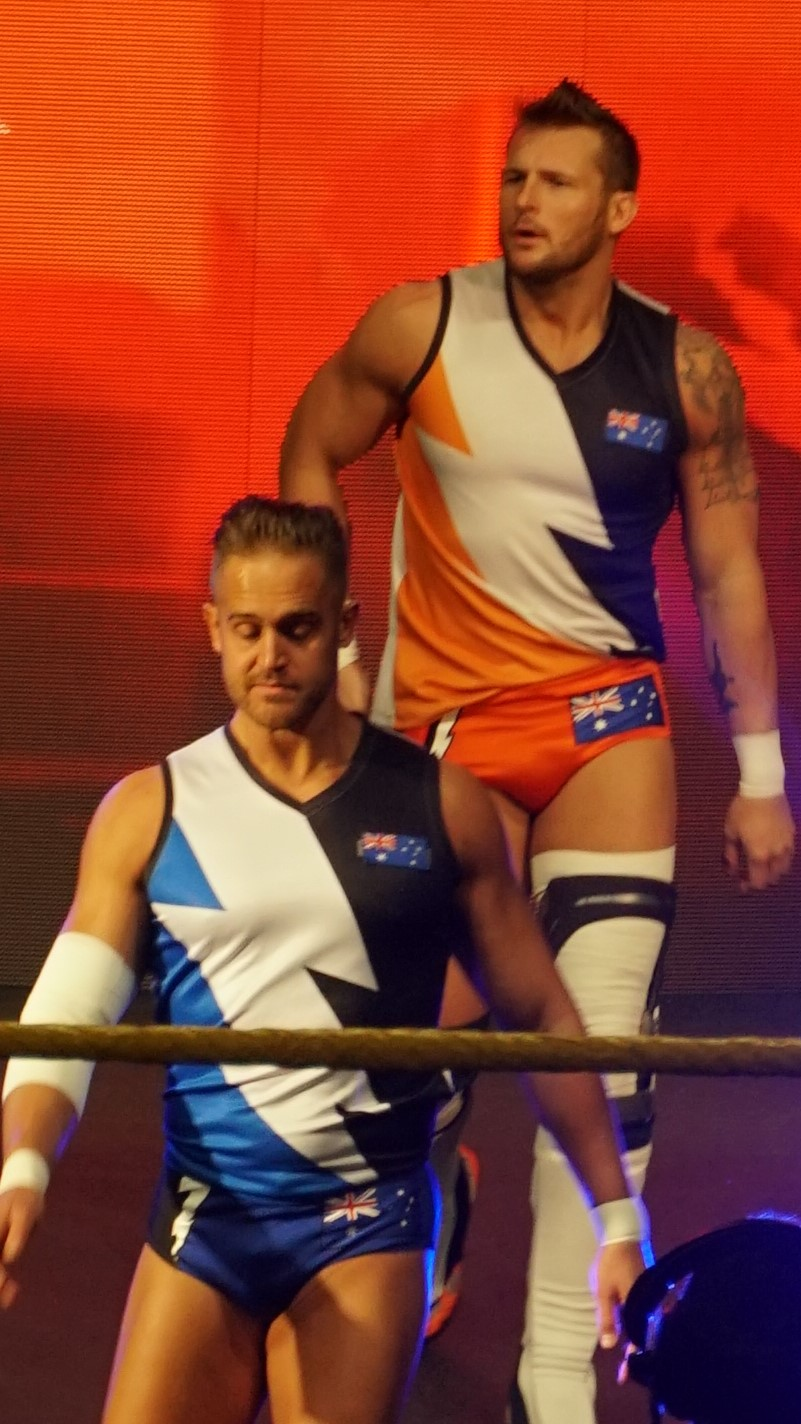
TM-61 (Thorne i Nick Miller) w kwietniu 2018

W czerwcu 2015, Haste i Nicholls wzięli udział w naborach federacji WWE. W lutym 2016 zostało ogłoszone, że duo podpisało kontrakty z WWE i rozpoczną występy w rozwojowym brandzie NXT.
W kwietniu rozpoczęli treningi w szkółce WWE Performance Center. 19 maja podczas nagrań odcinków tygodniówki NXT, Haste i Nicholls zaczęli występować jako Shane Thorne i Nick Miller, zaś nazwę drużyny „TMDK” przemianowano na „TM-61”. W telewizji zadebiutowali w odcinku NXT z 25 maja, gdzie przegrali z DIY (Johnnym Gargano i Tommaso Ciampą). 7 października zostali ogłoszeni uczestnikami drugiego turnieju Dusty Rhodes Tag Team Classic. Dotarli do finału pokonując Riddicka Mossa i Tino Sabbatelliego, Rodericka Stronga w singlowej walce, a także grupę Sanity w półfinale. Ostatecznie przegrali ze zwycięskimi The Authors of Pain (Akamem i Rezarem) podczas gali NXT TakeOver: Toronto. Pod koniec roku Thorne odniósł kontuzję kolana, przez co nie mógł występować przez dziewięć miesięcy, zaś postaci Millera nie używano w telewizji.
3 stycznia 2018 zaczęto emitować winietki promujące powrót Thorne’a i Millera. 31 stycznia stoczyli pierwszą wspólną drużynową walkę od ponad roku, pokonując The Ealy Brothers. Duet wziął udział w turnieju Dusty Rhodes Tag Team Classic 2018, lecz w pierwszej rundzie zostali pokonani przez The Authors of Pain. 1 maja podczas odcinka tygodniówki NXT, TM-61 pokonało Street Profits (Angelo Dawkinsa i Monteza Forda) używając nieczystych zagrań, przez co obaj stali się antagonistami.

## Styl walki
- Finishery
  - Black Swan Splash[2] (Corkscrew 450° splash)[27]
  - Bomb Valley Death[2] (chwyt fireman’s carry przeistaczany w chokeslam) – innowator ruchu[27]
  - Friend Zone (Chickenwing over the shoulder crossface)[28][29][30] – 2014
- Inne ruchy
  - Frog splash[3]
  - Lariat[3]
- Przydomki
  - „Black Swan”[28]
- Motywy muzyczne
  - „If You Want Blood (You’ve Got It)” ~ AC/DC[2] (federacje niezależne)

## Mistrzostwa i osiągnięcia
- Explosive Professional Wrestling
  - EPW Championship (1 raz)[31][32]
  - EPW Tag Team Championship (2 razy) – z Alexem Kingstonem (1) i Mikeyem Nichollsem (1)[32]
  - ANZAC Day Cup (2009)[32]
  - Invitational Trophy (2007)[32]
  - Match of the Year (2009) – Shane Haste i Alex Kingston vs. Chase Griffin i Dan Moore podczas gali Evolution[32]
  - Most Improved Wrestler (2006)[32]
  - Rookie of the Year (2003)[32]
  - Wrestler of the Year (2007, 2008)[32]
- Pro Wrestling Illustrated
  - PWI umieściło go w top 500 wrestlerów rankingu PWI 500: 374. miejsce w 2010; 361. miejsce w 2011; 277. miejsce w 2012; 359. miejsce w 2013; 315. miejsce w 2014; 184. miejsce w 2015; 147. miejsce w 2016; 377. miejsce w 2017
- Pro Wrestling Noah
  - GHC Tag Team Championship (2 razy) – z Mikeyem Nichollsem[13]
  - Global Tag League Fighting Spirit Award (2015) – z Mikeyem Nichollsem[33]
- Ring of Honor
  - Rise and Prove Tournament (2012) – z Mikeyem Nichollsem[34]
- Tokyo Sports
  - Best Tag Team Award (2013) – z Mikeyem Nichollsem[35]
- Westside Pro Wrestling
  - International Impact Award (2011, 2012)[32]
  - Tag Team of the Year (2009) – z Alexem Kingstonem[32]
  - Tag Team of the Year (2010) – z Mikeyem Nichollsem[32]
  - The Grand Slam Club (2011)[32]